# Spangár-díj
A Spangár-díjat a Spangár András Irodalmi Kör és a Falvak Kultúrájáért Egyesület hozta létre 2004-ben. Azóta minden évben kiosztásra kerül nemzetközi pályázat alapján, általában vers és próza kategóriában. A díjat Spangár András (Nógrád, 1678. január 29. - Rozsnyó, 1744. márc. 14.) jezsuita szerzetesről nevezték el, aki elsőként foglalta enciklopédiába a magyar nyelven alkotó irodalmárokat. A Spangár Andrást ábrázoló, tűzzománcból készült díjat Dovák B. József grafikusművész tervezte.

## Kitüntetettek
- Ketykó István (2004)
- Cegléd József Kázmér (2005)
- Krasznai Gyula (2005)
- Borsi István (2006)
- Egry Artúr (2006)
- Pogány Zoltán (2007)
- Szávai Attila (2007)
- Luzsincza István (2008)
- Hörömpő Gergely (2008)
- Videcz Ferenc (2009)
- Majorosné Jósvai Éva (2009)
- Ceglédi József Kázmér (2010)
- Egry Artúr (2010)
- Végh József (2010)
- Molnár Krisztina Rita (2011)
- Fazekas István (2011)
- Dénes Katalin (2012)
- Polgár Veronika (2012)
- B. Tóth Klára (2013)
- Ponrácz Ágnes (2013)
- Horváth Ödön (2014)
- Pribojszky Mátyás (2014)
- Horvát Gábor (2015)
- Taábory János (2015)
- Fábián Berta (2016)
- Szájbely Zsolt (2016)
- Sztranyovszky Béla (2016)
- Kellár F. János Immánuel (2017)
- Mohai Szilvia (2017)
- Egry Artúr (2018)
- Szabó Klára (2018)
- Böjthe Pál (2019)
- Horváth Ödön (2019)